# حاجبية مظلية
الحاجبية المظلية (باللاتينية: Ophrys umbilicata) نوع نباتي ينتمي إلى جنس الحاجبية من الفصيلة السحلبية.

## الموئل والانتشار
موطن هذا النوع بلاد الشام وقبرص وتركيا واليونان وألبانيا وسردينيا وكورسيكا.

## مرادفات للاسم العلمي
- (باللاتينية: Ophrys arachnites var. attica Boiss. & Orph.)
- (باللاتينية: Ophrys arachnites subsp. attica (Boiss. & Orph.) K.Richt.)
- (باللاتينية: Ophrys attica (Boiss. & Orph.) Soó)
- (باللاتينية: Ophrys attica subsp. carmeli (H.Fleischm. & Bornm.) Shifman)
- (باللاتينية: Ophrys carmeli H.Fleischm. & Bornm.)
- (باللاتينية: Ophrys carmeli subsp. attica (Boiss. & Orph.) Renz)
- (باللاتينية: Ophrys carmeli subsp. orientalis (Renz) Soó)
- (باللاتينية: Ophrys cornuta subsp. orientalis Renz)
- (باللاتينية: Ophrys dinsmorei Schltr.)
- (باللاتينية: Ophrys holoserica subsp. attica (Boiss. & Orph.) H.Sund.)
- (باللاتينية: Ophrys holoserica subsp. orientalis (Renz) H.Sund.)
- (باللاتينية: Ophrys khuzestanica (Renz & Taubenheim) P.Delforge)
- (باللاتينية: Ophrys oestrifera subsp. orientalis (Renz) Soó)
- (باللاتينية: Ophrys orientalis (Renz) Soó)
- (باللاتينية: Ophrys scolopax subsp. attica (Boiss. & Orph.) E.Nelson)
- (باللاتينية: Ophrys scolopax subsp. orientalis (Renz) E.Nelson)
- (باللاتينية: Ophrys umbilicata subsp. attica (Boiss. & Orph.) J.J.Wood)
- (باللاتينية: Ophrys umbilicata subsp. carmeli (H.Fleischm. & Bornm.) J.J.Wood)
- (باللاتينية: Ophrys umbilicata subsp. khuzestanica Renz & Taubenheim)
- (باللاتينية: Ophrys umbilicata subsp. umbilicata )